# Imperator (Album)
Imperator ist das sechste Soloalbum des deutschen Rappers Kollegah. Es erschien am 9. Dezember 2016 über das Label Alpha Music Empire als Standard-Edition und Deluxe-Box.

## Versionen
Imperator erschien in zwei CD-Versionen sowie als digitale Veröffentlichung. Neben der Standard Edition wurde eine Limited Deluxe Edition in Form eines Box-Sets veröffentlicht. Diese enthält zusätzlich zum Album ein weiteres Album, das Hoodtape Volume 2, ein exklusives T-Shirt, eine exklusive Deus Maximus Geldklammer, ein Poster und die Instrumentals. Außerdem veranstaltete Kollegah ein Gewinnspiel. In jedem Saturn und Media Markt gab es zum Kauf der Standard-Edition des Albums ein DogTag gratis dazu. Zu gewinnen gab es für 10 Personen, die eins von 10 nummerierten Dogtags vorfanden, jeweils ein Meet & Greet mit Kollegah und jeweils entweder eine signierte PlayStation 4 oder ein Deus Maximus-Klamottenpaket.

## Gastbeiträge
Auf fünf Liedern des Albums sind neben Kollegah weitere Künstler vertreten. So hat sein langjähriger Kollabopartner Farid Bang einen Gastauftritt im Song American Express, während die bei Banger Musik unter Vertrag stehenden Rapper Summer Cem und KC Rebell auf Rap Money bzw. Pythonleder zu hören sind. Zudem ist der Track Schwarze Rosen eine Zusammenarbeit mit dem Rapper Ali As, und auf Einer von Millionen wird Kollegah von dem Rapper MoTrip sowie der Sängerin Linn Roß unterstützt.

## Titelliste
Das Album enthält folgende Musikstücke.
| #   | Titel                                           | Produzent                             | Länge |
| --- | ----------------------------------------------- | ------------------------------------- | ----- |
| 1.  | Kaiseraura                                      | Joshimixu & Juh-Dee                   | 3:57  |
| 2.  | Hardcore                                        | Hookbeats & Phil Fanatic              | 3:43  |
| 3.  | Aventador                                       | David x Eli                           | 3:48  |
| 4.  | American Express (feat. Farid Bang)             | Beat Brothers                         | 2:50  |
| 5.  | Nero                                            | Toxik Tyson, Reflectionz & Sadikbeatz | 3:12  |
| 6.  | Cold Blooded                                    | Hookbeats & Phil Fanatic              | 3:02  |
| 7.  | 24 Karat                                        | David x Eli                           | 3:29  |
| 8.  | Rap Money (feat. Summer Cem)                    | David x Eli                           | 2:47  |
| 9.  | Assassine                                       | David x Eli                           | 3:31  |
| 10. | Zeit                                            | David x Eli                           | 3:37  |
| 11. | Pharao                                          | Hookbeats & Phil Fanatic              | 4:08  |
| 12. | Pythonleder (feat. KC Rebell)                   | Hookbeats & Phil Fanatic              | 3:58  |
| 13. | Rapkoryphäe                                     | David x Eli                           | 3:27  |
| 14. | Schwarze Rosen (feat. Ali As)                   | Nikki 3k & David x Eli                | 4:16  |
| 15. | James Bond                                      | David x Eli                           | 3:04  |
| 16. | Fokus                                           | Undercover Molotov                    | 3:13  |
| 17. | Einer von Millionen (feat. MoTrip und Linn Roß) | David x Eli                           | 3:41  |
| 18. | Siegerlächeln                                   | Hookbeats & Phil Fanatic              | 4:37  |
| 19. | Midas (Bonustrack)                              | David x Eli                           | 2:41  |
| 20. | Sonnenfinsternis (Bonustrack)                   | David x Eli                           | 2:43  |
| 21. | Feuerwerk (Bonustrack)                          | Juh-Dee                               | 3:12  |

## Chartplatzierungen und Singles
Imperator stieg am 16. Dezember 2016 auf Platz 1 in die deutschen Albumcharts ein. Auch in Österreich und der Schweiz erreichte es die Chartspitze. Für mehr als 100.000 verkaufte Exemplare erhielt es noch im Erscheinungsjahr in Deutschland eine Goldene Schallplatte. In den deutschen Albumcharts des Jahres 2016 belegte es Rang 14 und in den HipHop-Jahrescharts Platz 3.
Im Vorfeld des Albums wurden die Lieder Nero (DE #57), Hardcore (DE #62) und Fokus (DE #80) als Singles zum Download ausgekoppelt. Neben Musikvideos zu den Singles erschienen auch Videos zu den Songs Pharao (DE #43) und Einer von Millionen (DE #53). Insgesamt konnten sich in der Veröffentlichungswoche des Albums 17 von 18 Tracks in den Single-Charts platzieren.

## Rezeption
| Professionelle Bewertungen | Professionelle Bewertungen |
| -------------------------- | -------------------------- |
| Kritiken                   |                            |
| Quelle                     | Bewertung                  |
| laut.de                    | [ 9 ]                      |

Max Brandl von laut.de bewertete das Album mit drei von möglichen fünf Punkten. Er meint, dass „Kollegah technisch weiterhin unangefochten in seiner eigenen Rap-Liga“ unterwegs sei. Die Produktion sei „sehr rund, beeindruckend und – speziell in Fällen wie "Nero" und "Kaiseraura" – auch professioneller denn je. Leider aber auch erschreckend austauschbar.“ Insgesamt kämen „Kollegahs Rapstil und die immer noch breitwandigere Ego-Projektion langsam aber sicher in die Jahre“, wodurch sich mitunter Langeweile einstelle.
Oliver Marquart von rap.de sieht dies ähnlich und schreibt, dass „die Selbstüberhöhung ausgereizt […] und irgendwann jeder Wie-Vergleich gezogen“ sei. Es wäre an der Zeit für Kollegah, etwas zu verändern, da ihm „abgesehen von technisch anspruchsvollem, inhaltlich aber ermüdend redundantem Eigenlob nicht so wahnsinnig viel“ einfalle. So lebe Imperator „hauptsächlich von den hervorragenden Beats.“
Steffen Bauer von MZEE kritisierte das Album recht stark. Er schrieb in seiner Rezension, dass Kollegah es kaum noch schaffe „den Hörer zu überraschen, und eine Weiterentwicklung scheint kaum mehr möglich zu sein.“ Er verleihe sich lediglich ständig neue Herrschertitel, worin die einzige Progression erkennbar sei. „So wurde aus dem "King" von 2014 eben der "Imperator", "Nero" und der "Pharao", den eine "Kaiseraura" umgibt.“ Handwerklich sei das Album gut gemacht, doch „ein paar neue Ansätze hätten der Maschinerie gut getan, denn diese setzt langsam aber sicher ein wenig Rost an.“

## Hoodtape Volume 2
Die Deluxe-Box des Albums enthält zusätzlich das Hoodtape Volume 2.
| #   | Titel                         | Produzent                                | Länge |
| --- | ----------------------------- | ---------------------------------------- | ----- |
| 1.  | Intro                         | Hookbeats & Phil Fanatic                 | 2:08  |
| 2.  | Fangirl                       | Hookbeats & Phil Fanatic                 | 2:23  |
| 3.  | Warsteinerbauch               | David x Eli                              | 1:10  |
| 4.  | Double Kill                   | Alexis Troy                              | 1:31  |
| 5.  | Russlandconnection            | B-Case & HNDRC                           | 1:53  |
| 6.  | Moskau Kokasession            | Alexis Troy                              | 2:01  |
| 7.  | Romantischer Guntriggerpuller | David x Eli & Nikki 3k                   | 3:05  |
| 8.  | Lady Number One               | Def Cut                                  | 1:26  |
| 9.  | Bonnie und Clyde 2016         | Hookbeats & Phil Fanatic                 | 1:51  |
| 10. | Überfall 3                    | Hookbeats & Phil Fanatic                 | 1:19  |
| 11. | Silber oder Blei 1            | Hookbeats & Phil Fanatic                 | 0:44  |
| 12. | Silber oder Blei 2            | Hookbeats & Phil Fanatic                 | 1:17  |
| 13. | Dia de Muertos                | Hookbeats & Phil Fanatic                 | 1:22  |
| 14. | Powerschwanz Reloaded         | Hookbeats & Phil Fanatic                 | 1:16  |
| 15. | Plopp                         | Def Cut                                  | 2:31  |
| 16. | Drive By Musik                | B-Case, Djorkaeff & Beatzarre            | 1:52  |
| 17. | Nuttensohn                    | Def Cut                                  | 1:20  |
| 18. | Wuschelkopf                   | Def Cut                                  | 2:18  |
| 19. | Jetset                        | David x Eli                              | 3:54  |
| 20. | Ninja                         | Hookbeats & Phil Fanatic                 | 3:05  |
| 21. | Pinker Cadillac               | Sixjune & Yoshi Noize                    | 3:14  |
| 22. | Bankjob                       | Hookbeats & Phil Fanatic                 | 2:04  |
| 23. | Casino Royale                 | Def Cut                                  | 1:47  |
| 24. | Überfall 4                    | Def Cut                                  | 2:45  |
| 25. | Straight Into Compton         | Def Cut                                  | 2:24  |
| 26. | L.A. Kokasession              | Def Cut                                  | 1:42  |
| 27. | Apokalypse                    | Undercover Molotov, David x Eli & B-Case | 12:56 |